# Niazi Moustapha
Niazi Moustapha, né en 1911, mort en 1986, est un réalisateur égyptien qui a tourné plus d'une centaine de films dans les genres les plus divers : comédies musicales, westerns bédouins, films policiers, films comiques etc. Il est l'un des réalisateurs les plus populaires de son temps.

## Biographie
Né en 1911, il suit une formation sur la prise de vues et la réalisation de films en Allemagne, à l'Institut du cinéma de Munich, et effectue un stage aux studios UFA à Berlin.
Il revient ensuite en Égypte, et rentre aux studios Misr. Il y est réalisateur de courts métrages, puis dirige l'équipe de montage et devient enfin réalisateur de longs métrages, abordant dans ses œuvres les genres les plus divers, et tournant beaucoup, jusque cinq films par an, de 1937 jusqu'en sa mort. Un de ses films, Un verre et une cigarette, sorti en 1954, est l'occasion pour Dalida de faire ses premiers pas au cinéma.
Sa femme est une actrice dénommée Kouka,.

## Filmographie

### Réalisateur
- 1937 : Salama va bien
- 1938 : Le Docteur
- 1940 : Monsieur Omar
- 1941 : L'Usine aux épouses
- 1942 : Rabha
- 1943 : La Vallée des étoiles
- 1944 : Ma fille
- 1944 : La Rue Mohamed Ali
- 1944 : Le Bonnet magique
- 1944 : Hababa
- 1945 : Mademoiselle baiser
- 1945 : Antar et Abla (ar) (عنتر وعبلة, Antar w Abla)
- 1945 : Hassan et Hassan
- 1945 : Les Trois Anes
- 1946 : Rawiya
- 1946 : Concours de beauté
- 1946 : Victimes du modernisme
- 1946 : Le Premier Regard
- 1947 : La Reine du désert
- 1947 : Nuits de danse
- 1947 : Nouveau Riche
- 1948 : Leila l'Amirienne
- 1948 : Amour et jeunesse
- 1949 : Le Secret de la princesse
- 1950 : Réjouissances
- 1950 : Plus belle que la lune
- 1950 : La Belle
- 1951 : Wahiba, reine des Bohémiens
- 1951 : La patience est belle
- 1951 : Soussou ma chérie
- 1952 : D'où te vient tout cela ?
- 1953 : Hamido
- 1953 : Les Filles d'Ève (بنات حواء, Banat Haw'a)
- 1953 : Le Taxi de l'amour
- 1953 : La Terre des héros
- 1954 : Le Cavalier noir
- 1954 : Les Costauds d'El Housseinia
- 1955 : Un verre, une cigarette
- 1955 : Premier Amour
- 1956 : Quai numéro cinq
- 1956 : Les Démons du ciel
- 1957 : Le Prisonnier d'Abou Zabal
- 1958 : Ismaïl Yassine Tarzan
- 1958 : Scandale à Zamalek
- 1958 : Sultan
- 1958 : Le Chauffeur de minuit
- 1958 : Abou Hadid
- 1958 : L'Amour de ma vie
- 1959 : La Brune du Sinai
- 1959 : Le Mystère du bonnet enchanté
- 1960 : Le Pain quotidien
- 1961 : Antar le valeureux
- 1961 : Le Mari de ma femme
- 1961 : L'Escroc
- 1961 : Sang sur le Nil
- 1962 : Je suis le fugitif
- 1962 : La Dernière Chance
- 1963 : La Bédouine amoureuse
- 1963 : Princesse des Arabes
- 1963 : Rabia la bédouine
- 1963 : La Petite Magicienne
- 1963 : L'Espion
- 1963 : Le fiancé arrive demain
- 1964 : La Fille d'Antar
- 1964 : Le Jeu de l'amour et du mariage
- 1965 : Trop jeune pour l'amour
- 1965 : Le Chicaneur
- 1966 : Le Cavalier de Ben Hamdan
- 1966 : Trente Jours en prison
- 1966 : Comment nous avons volé la bombe atomique
- 1966 : Kounouz
- 1966 : Les Démons de la nuit
- 1966 : Son Excellence Monsieur l'Ambassadeur
- 1967 : L'Homme le plus dangereux du monde
- 1967 : Jeunesse très folle
- 1968 : Les Trois Filous
- 1968 : Le Voleur de millions
- 1968 : Aventures à Istanbul
- 1968 : Eve et le singe
- 1968 : Papa veut qu'il en soit ainsi
- 1969 : Antar et la conquête du désert
- 1969 : Espion malgré lui
- 1969 : L'Agent Soixante-Dix-Sept
- 1969 : L'Assassin des femmes
- 1970 : Les Plus Grands Hommes de l'islam
- 1970 : C'est toi qui as tué mon papa
- 1970 : Le Prétendant de la fille du ministre
- 1971 : Sans pitié
- 1971 : Le Plaisir et la souffrance
- 1972 : Le Diable est une femme
- 1972 : A la recherche d'un scandale
- 1973 : Quand l'amour chante
- 1973 : Les Adolescents
- 1973 : Fils à vendre
- 1974 : La Malédiction d'une femme
- 1975 : Une fille appelée Mahmoud
- 1975 : Le Dimanche sanglant
- 1976 : Première Année d'amour
- 1976 : Maris écervelés
- 1977 : Oncle Zizou chéri
- 1979 : Intelligents mais idiots
- 1981 : C'est moi le fou
- 1983 : Les Monstres du port
- 1985 : Les Mûres et le gourdin